# Banana Fish
Banana Fish (バナナフィッシュ?, Banana Fisshu) è un manga a target shōjo scritto e disegnato da Akimi Yoshida. È stato pubblicato dal 1985 al 1994, ed è stato seguito da diversi spin-off: Private Opinion, Angel Eyes, e The Garden with Holy Light.
La serie è stata molto popolare in Giappone, ed è stata citata da Frederik L. Schodt nel suo libro Dreamland Japan come "uno dei pochi manga shōjo che un uomo può leggere senza vergognarsi". Il titolo è stato ispirato dal racconto Un giorno ideale per i pescibanana di J. D. Salinger.
Nonostante Banana Fish non appartenga al genere boy's love, la serie è considerata da molti commentatori come un'opera profondamente influente sul genere, risultandone peraltro a sua volta influenzata.

## Trama
1973, Vietnam. Un soldato americano perde la testa e inizia a sparare ai suoi commilitoni. Due misteriose parole sono tutto ciò che riesce a dire da quel momento in poi per i dodici anni successivi: "Banana Fish".
1985, New York. La polizia sta indagando su una serie di strani suicidi. Un uomo viene ucciso a sangue freddo in mezzo alla strada ma, prima di morire, consegna una sostanza misteriosa al giovane Ash Lynx, beniamino del boss mafioso più importante della Grande Mela. Le sue ultime parole sono “Banana Fish”. Ash ancora non lo sa, ma i nodi di un passato irrisolto stanno venendo al pettine: tocca a lui scoprire la verità.

## Personaggi
Ash Lynx (アッシュ・リンクス?, Asshu Rinkusu)
Doppiato da: Yūma Uchida
Vero nome: Aslan Jade Callenreese (アスラン・ジェイド・カーレンリース?, Asuran Jeido Kārenrīsu)
Protagonista, ha diciassette anni all'inizio della storia. Leader carismatico e disinibito di una gang giovanile di New York, è un bel ragazzo dai lineamenti quasi androgini: per i suoi occhi verdi e capelli biondi, Shorter Wong l'ha paragonato a un angelo. Per ironia della sorte, il suo soprannome nel mondo della malavita è "Diavolo bianco."
L'arma che predilige è la pistola: ha una mira eccellente, frutto di durissimi anni di addestramento al seguito del cecchino Blanca. Ash ha un QI di 180 (210 nel test di Mannerheim).
Akimi Yoshida ha disegnato Ash basandosi sull'attore River Phoenix e più tardi sul tennista Stefan Edberg.
Eiji Okumura (奥村 英二（おくむら えいじ）?, Okumura Eiji)
Doppiato da: Kenji Nojima
Studente giapponese di diciannove anni, promessa nel salto con l'asta. Ha perso l'entusiasmo per lo sport e sta attraversando un periodo di depressione quando l'amico di famiglia e giornalista Shunichi Ibe lo trascina con sé a New York per dargli nuovi stimoli. Arrivato a Manhattan come assistente di Ibe, diventa il migliore amico (e qualcosa di più) di Ash.
Il modello di riferimento di Eiji Okumura è l'attore giapponese Hironobu Nomura.
Max Lobo (マックス・ロボ?, Makkusu Robo)
Doppiato da: Hiroaki Hirata
È un veterano della guerra del Vietnam (Iraq nell'anime) ed ex poliziotto, ora giornalista indipendente. Anche se Ash lo incolpa per la malattia di suo fratello, nel corso della storia Max diventa un fidato alleato per le indagini su Banana Fish.
Max Lobo è ispirato all'attore Harrison Ford.
Shunichi Ibe (疎一 いべ?, Ibe Shunichi)
Doppiato da: Shinji Kawade
È un giornalista e fotografo giapponese, arrivato a New York per produrre un reportage sulle gang di strada. È profondamente legato a Eiji, e afferma che sia stato lui a ispirargli la passione per la fotografia, assieme all'impellente desiderio di usarlo come primo modello per i suoi scatti.
Shorter Wong (ショーター・ウォン?, Shōtā Won)
Doppiato da: Makoto Furukawa
È un amico e alleato di Ash, conosciuto anni prima in un carcere minorile. Attuale capo di Chinatown, si unisce senza pensarci due volte alle indagini su Banana Fish.
Shorter Wong si basa sul musicista giapponese SunPlaza Nakano-kun.
Frederick Arthur (フレデリック・オーサ?, Furederikku Ōsā)
Doppiato da: Yoshimasa Hosoya
Ex-membro della gang di Ash. Si allea con Golzine per distruggere Ash e prendere il suo posto.
Arthur si ispira al cantautore Sting.
Sing Soo-Ling (シン・スウ・リン?, Shin Sū Rin)
Doppiato da: Shōya Chiba
Ha quattordici anni, ma eredita il controllo di Chinatown. Diventa alleato di Ash prima e amico di Eiji poi.
Yut-Lung (李月龍?, Rī Yuerun)
Doppiato da: Jun Fukuyama
Il figlio più giovane della famiglia Lee, la più grande organizzatrice della mafia in Cina. Nutre un profondo odio per Eiji e, per un certo periodo, si è alleato con Golzine per scoprire la formula del Banana Fish.
Dino Golzine (ディノ・F・ゴルツィネ?, Dino Gorutsine)
Doppiato da: Unshō Ishizuka
Il capo della mafia newyorchese. Prova a vendere la droga Banana Fish al governo degli Stati Uniti.
Golzine è ispirato a Telly Savalas.
Blanca (ブランカ?, Buranka)
Doppiato da: Toshiyuki Morikawa
Sergei Varishkov, soprannominato Blanca, è un assassino ed ex ufficiale del KGB, era al servizio di Golzine.
Griffin Callenreese (グリフィン・カーレンリース?, Gurifin Kārenrīsu)
Doppiato da: Kazuhiro Fusegawa
Fratello maggiore di Ash e veterano della guerra del Vietnam (Iraq nell'anime). Venne gravemente ferito dall'amico Max dopo essere stato utilizzato come soggetto di prova per la droga Banana Fish.

## Media

### Manga
In Giappone il manga è stato pubblicato in 19 volumi più lo speciale Private Opinion. Ne è poi seguita una edizione tascabile in 11 volumi più uno speciale nello stesso formato, Another Story. Nel 2018 è stata pubblicata una nuova edizione in quattro cofanetti per un totale di 20 volumi, detta fukkokuban, che ricalca la prima edizione in 19 volumi e numera Private Opinion come ventesimo volume.
In Italia la serie manga è stata pubblicata da novembre 2002 a marzo 2005 in 19 volumi da Panini Comics, con senso di lettura giapponese. Una peculiarità dell'edizione italiana è di essere interamente stampata su carta gialla come l'originale giapponese. Tra il 2019 e il 2021 Panini Comics ha pubblicato una nuova edizione in 10 volumi in formato A5, basata sull'edizione ristampa giapponese del 2018.

#### Volumi
| Nº | Data di prima pubblicazione | Data di prima pubblicazione | Data di prima pubblicazione |
| Nº | Giapponese                  | Giapponese                  | Italiano                    |
| -- | --------------------------- | --------------------------- | --------------------------- |
| 1  | 15 dicembre 1986            | ISBN 4-09-132451-7          | 28 agosto 2002              |
| 2  | 26 gennaio 1987             | ISBN 4-09-132452-5          | 3 ottobre 2002              |
| 3  | 26 marzo 1987               | ISBN 4-09-132453-3          | 13 novembre 2002            |
| 4  | 26 giugno 1987              | ISBN 4-09-132454-1          | 5 dicembre 2002             |
| 5  | 26 novembre 1987            | ISBN 4-09-132455-X          | 9 gennaio 2003              |
| 6  | 26 maggio 1988              | ISBN 4-09-132456-8          | 5 febbraio 2003             |
| 7  | 15 dicembre 1988            | ISBN 4-09-132457-6          | 13 marzo 2003               |
| 8  | 26 luglio 1989              | ISBN 4-09-132458-4          | 31 marzo 2003               |
| 9  | 26 ottobre 1989             | ISBN 4-09-132459-2          | 8 maggio 2003               |
| 10 | 26 luglio 1990              | ISBN 4-09-132460-6          | 7 luglio 2003               |
| 11 | 26 ottobre 1990             | ISBN 4-09-133531-4          | 9 settembre 2003            |
| 12 | 25 aprile 1991              | ISBN 4-09-133532-2          | 11 novembre 2003            |
| 13 | 26 ottobre 1991             | ISBN 4-09-133533-0          | 9 gennaio 2004              |
| 14 | 26 maggio 1992              | ISBN 4-09-133534-9          | 10 marzo 2004               |
| 15 | 26 ottobre 1992             | ISBN 4-09-133535-7          | 10 maggio 2004              |
| 16 | 26 aprile 1993              | ISBN 4-09-133536-5          | 7 luglio 2004               |
| 17 | 26 ottobre 1993             | ISBN 4-09-133537-3          | 16 settembre 2004           |
| 18 | 26 marzo 1994               | ISBN 4-09-133538-1          | 9 novembre 2004             |
| 19 | 26 settembre 1994           | ISBN 4-09-133539-X          | 13 gennaio 2005             |

### Anime
Un adattamento anime è andato in onda in Giappone dal 5 luglio al 20 dicembre 2018. La serie è trasmessa da Fuji TV all'interno del contenitore noitaminA ed è composta da 24 episodi.
L'anime, prodotto da MAPPA, è stato ambientato ai giorni nostri, come il Dr. Meredith fa notare nel primo episodio, Griffin ha partecipato alla guerra in Iraq e non in quella in Vietnam.
La serie ha due sigle di apertura: found & lost degli Survive Said The Prophet (episodi 1-13) e Freedom degli Blue Encount (episodi 14-24); e due sigle di chiusura: Prayer X degli King Gnu (episodi 1-13) e Red degli Survive Said The Prophet (episodi 14-23).

#### Episodi
| Nº | Titolo italiano Giapponese 「Kanji」 - Rōmaji | In onda           | In onda |
| Nº | Titolo italiano Giapponese 「Kanji」 - Rōmaji | Giapponese        |         |
| 1  | Una giornata perfetta per Banana Fish 「バナナ・フィッシュにうってつけの日」 - Banana fisshu ni uttetsuke no hi | 5 luglio 2018     |         |
| 1  | Un uomo muore davanti agli occhi del teppista diciassettenne Ash Lynx: gli consegna un flaconcino pieno di polvere bianca e gli raccomanda un indirizzo di Los Angeles dove, afferma, lo aspetta la verità sul "Banana Fish"; Ash porta la polvere bianca al dott. Meredith, suo amico, sospettando che sia una droga legata al passato da militare di suo fratello Griffin, che da quando è tornato dal fronte non riesce a far altro che ripetere ossessivamente quelle stesse parole: "Banana Fish." Ash è inconsapevolmente diventato un testimone scomodo di qualcosa di molto più grande di lui: il capo mafioso Dino Golzine vuole recuperare a tutti i costi la misteriosa polvere e si organizza per rientrarne in possesso. Nel frattempo, arrivano a New York il giornalista Ibe Shunichi e il suo assistente Okumura Eiji, un universitario di diciannove anni, decisi a intervistare Ash per un reportage sulle gang giovanili. Nel bar dove hanno appuntamento, irrompe una banda di criminali mandata da Golzine. Nel marasma che segue Eiji viene rapito insieme a Skip, amico di Ash. Noncurante del pericolo e consapevole di cadere in una trappola, Ash si lancia all'inseguimento per salvarli. |                   |         |
| 2  | In un altro paese 「異国にて」 - Ikoku nite | 12 luglio 2018    |         |
| 2  | Grazie al suo talento come saltatore con l'asta, Eiji riesce a fuggire e a chiedere aiuto alle autorità. Marvin Crosby, tirapiedi di Dino Golzine, uccide Skip e scappa inseguito da Ash, che lo ritrova, di lì a poco, ucciso dai proiettili di un revolver. Il capitano Jenkins giunge sul posto ma non può intervenire quando il collega Evanstine - tenente corrotto al soldo di Golzine - arresta Ash con l'accusa di omicidio dettato dal desiderio di vendicare Skip. Durante l'interrogatorio, Evanstine rinfaccia ad Ash gli abusi subito quando era bambino proprio ad opera di Marvin. Grazie all'altrettanto corrotto giudice Phillips della corte distrettuale, Ash viene trasferito alla prigione di stato, nonostante sia ancora minorenne. Sotto pressione di Jenkins, Eiji va a trovare Ash, ma non riesce a farsi rivelare il motivo per cui Dino Golzine è così determinato a sbarazzarsi di lui. |                   |         |
| 3  | Al di là del fiume, in mezzo agli alberi 「河を渡って木立の中へ」 - Kawa wo watatte kodachi no naka e | 19 luglio 2018    |         |
| 3  | In carcere Ash condivide la cella con il giornalista Max Lobo, amico di lunga data di Ibe e di Charlie ed ex-detective. Alla richiesta di Jenkins di tenere d'occhio Ash, Max reagisce prima con grande riluttanza, ma, dopo averlo conosciuto, poco a poco sviluppa una certa apprensione nei suoi confronti. Purtroppo fallisce nel proteggerlo: Ash viene stuprato da tre carcerati. Mentre è in infermeria e chiacchiera con Max di articoli, giornali e banane, Ash lascia sfuggire le fatidiche parole "Banana Fish" e Max sembra saperne qualcosa. Spiega ad Ash che un agente dei servizi segreti di stanza a Baghdad ancora indagava per scoprire cosa o chi fosse "Banana Fish" e, tra una parola e l'altra, Ash si rende conto che Max Lobo è Max Glenreed, commilitone e grande amico di suo fratello Griffin. Max gli spiega che quando Griffin era impazzito era stato lui quello costretto a sparargli per fermarlo e che, una volta rientrato negli Stati Uniti, lo aveva cercato a lungo; Ash non vuole sentire scuse e gli dice che, una volta usciti di lì, gliela farà pagare per come ha tradito suo fratello e lo ucciderà. Dall'altra parte di Manhattan, il dottor Meredith è perplesso: la droga che Ash gli ha chiesto di analizzare è praticamente LSD ma non ha gli effetti dell'LSD! Eiji, con Charlie e Ibe, va in visita da Ash che, baciandolo nello stupore generale, gli passa un messaggio segreto: incontrare Shorter Wong a Chinatown e chiedergli di recuperare e nascondere la sostanza che aveva affidato al dottor Meredith. Eiji ci prova ma non trova Shorter e decide di andare dal dottor Meredith da solo, finendo però per essere pedinato. Quando arriva allo studio, trova Arthur, l'uomo di fiducia di Golzine, ad aspettarlo. |                   |         |
| 4  | Questo lato del paradiso 「楽園のこちら側」 - Rakuen no kochiragawa | 26 luglio 2018    |         |
| 4  | Shorter fa irruzione nello studio del dottor Meredith e riesce a salvare il medico e Eiji, ma Griffin viene colpito da un proiettile vagante. Appena prima di morire identifica Abraham Dawson, il creatore della droga misteriosa, come Banana Fish. Max chiede di ritornare in cella con Ash dopo aver saputo della morte del suo amico e cerca di convincere Ash ad accettare l'aiuto del suo avvocato per uscire di galera. Dopo essersele date di santa ragione, Ash e Max tornano in cella piuttosto malconci e parlano di Griffin, della guerra, di come abbia cresciuto Ash e di come si sia abbandonato alla droga e, tra un sorso di bourbon e un ricordo, trovano il modo di piangerlo. Jenkins ottiene la cauzione per Ash dal suo vecchio compagno di scuola, Donald B. Taylor, giudice della corte dello stato e si mette in contatto con l'avvocato di Max. Ibe, intanto, vorrebbe rientrare in Giappone, ma Eiji non vuole assolutamente allontanarsi da New York. |                   |         |
| 5  | Dalla morte al mattino 「死より朝へ」 - Shi yori asa e | 2 agosto 2018     |         |
| 5  | Ash accetta la cauzione ed esce di prigione, Eiji si ribella alla prospettiva di prendere l'aereo e tutti e due vanno a rifugiarsi da Shorter. Dino Golzine rivela ad Arthur che Banana Fish non è una persona, bensì una droga molto potente, e attira Ash al locale Club Cod per catturarlo. Per fortuna Max, evaso di prigione, e Ibe salvano Ash, Eiji e Shorter. Max propone di partire verso Cape Code, il paese natale di Ash e Griffin, in cerca di indizi su Banana Fish. |                   |         |
| 6  | La mia città perduta 「マイ・ロスト・シティー」 - Mai rosuto shitī | 9 agosto 2018     |         |
| 6  | Ash e i suoi amici arrivano a Cape Code e si stabiliscono nella vecchia abitazione di Ash e Griffin. Il padre di Ash gestisce un ristorante in paese assieme alla sua seconda moglie, ma sembra riluttante ad accogliere il figlio. Quando di notte gli uomini di Golzine prendono in ostaggio i genitori di Ash; Eiji e gli altri riescono a contrastare i criminali, ma a un prezzo alto: il padre viene ferito e Barbara, sua moglie, uccisa. Il padre cancella tutte le tracce di Ash prima dell'arrivo della polizia e chiede al figlio di andarsene a vivere la sua vita. Ash se ne va, piangendo, assieme agli altri e la loro prossima destinazione è Los Angeles, sulle tracce di Abraham Dawson. |                   |         |
| 7  | Il giovanotto ricco 「リッチ・ボーイ」 - Ritchi bōi | 16 agosto 2018    |         |
| 7  | Prima di arrivare a destinazione, Max vuole fermarsi a casa sua per fare gli auguri di compleanno a suo figlio Michael, nonostante la resistenza della sua ex-moglie, che si impunta per non fargli vedere il bambino. Subito dopo Ash e i suoi amici vengono ospitati da Yut Lung, il sedicente figlio adottivo del dottor Dawson, e scoprono che Banana Fish è una droga. Ash vuole tornare a New York e scontrarsi con Golzine, ma sa che sarebbe troppo pericoloso per Eiji, così chiede al ragazzo, anche da parte di Ibe, di tornare in Giappone. Shorter scopre che Yut Lung, appartiene al clan Lee, e viene costretto a collaborare al rapimento di Eiji mentre Ash è impegnato a proteggere la famiglia di Max, sequestrata in casa per creare un diversivo. |                   |         |
| 8  | Storia banale 「陳腐なストーリー」 - Chinpu na sutōrī | 23 agosto 2018    |         |
| 8  | Max riceve una telefonata dai rapitori della sua famiglia e, con Ash, va a risolvere la faccenda. Yut Lung immobilizza Ibe ed Eiji e, assieme a Shorter, porta il ragazzo da Golzine. Quando Max e Ash tornano indietro scoprono l'accaduto dalle parole di Ibe. Incontrano il professor Dawson, il creatore assieme a suo fratello di Banana Fish. Subito dopo sopraggiungono gli uomini di Golzine che rapiscono Max, Ash, Ibe e Dawson per portarli a Chinatown e incendiano la casa del professore. |                   |         |
| 9  | Lasciami l'ultimo valzer 「ワルツは私と」 - Warutsu wa watashi to | 30 agosto 2018    |         |
| 9  | Eiji viene risvegliato e, assieme a Yut Lung, sta per essere abusato da Golzine, ma vengono interrotti dall'arrivo di ospiti importanti interessati al Banana Fish. Ash, Max e Ibe vengono portati da Golzine e imprigionati in una stanza delle torture. Sotto l'effetto del Banana Fish Shorter cerca di uccidere Eiji davanti agli occhi di Ash, costretto ad assistere. In un attimo di lucidità, appena prima di gettarsi su Eiji con un pugnale stretto in mano, Shorter supplica di essere ucciso e Ash gli spara. |                   |         |
| 10 | Ritorno a Babilonia 「バビロンに帰る」 - Babiron ni kaeru | 6 settembre 2018  |         |
| 10 | Yut Lung, approfittando di un momento di assenza di Golzine, aiuta Ash a liberarsi. Ash corre a salvare Eiji e, nel frattempo, arrivano anche le bande di Ash e Shorter. Ash scopre che il cranio di Shorter è stato aperto per delle ricerche su Banana Fish e, in preda alla rabbia, uccide Abraham Dawson. Sing Soo-Lung, nuovo capo di Chinatown, appena viene a sapere della morte di Shorter cerca vendetta contro di Ash, ma capisce che quello non è il momento adatto. |                   |         |
| 11 | Belli e dannati 「美しく呪われし者」 - Utsukushiku norowareshimono | 13 settembre 2018 |         |
| 11 | Eiji passa del tempo con Ash e scopre un lato debole della sua personalità che prima non conosceva. Ash fa crollare le azioni di Golzine e guadagna a sufficienza per una nuova sistemazione domestica per lui ed Eiji. Golzine deve andare all'estero e incarica Arthur di proseguire la caccia ad Ash. |                   |         |
| 12 | Avere e non avere 「持つと持たぬと」 - Motsu to motanu to | 20 settembre 2018 |         |
| 12 | Tutti gli uomini di Arthur mandati a catturare Ash vengono uccisi con il modus operandi ricorrente di un preciso colpo alla testa. Eiji viene al corrente della notizia e litiga con Ash dicendogli che è diventato una persona fredda verso la morte, diversa da quella che lui, Shorter e Skip hanno conosciuto. Ash, furioso, grida che Eiji non sta provando a mettersi nei suoi panni e abbandona il rifugio. Il piano di Golzine è di ribaltare il governo del Medio Oriente e diventare il capo supremo del mercato nero delle sostanze stupefacenti, e vuole attuarlo con la Banana Fish. Per sbarazzarsi di Ash, unico ostacolo consistente per la messa in atto del suo piano, ordina ad Arthur di cercare una resa dei conti con lui. |                   |         |
| 13 | Le nevi del Kilimanjaro 「キリマンジャロの雪」 - Kirimanjaro no yuki | 4 ottobre 2018    |         |
| 13 | Ash e Arthur si sfidano alla stazione metropolitana di East Broadway, ma lo scontro non è leale: arriva un treno guidato dagli scagnozzi di Arthur, che pensa di vincere con grande superiorità numerica. Ash riesce a salire sul treno e uccide tutti i compagni di Arthur, uno dopo l'altro, con precisissimi colpi di pistola. Eiji deve tornare in Giappone, ma appena scopre dello scontro in corso, rinuncia al volo e accorre al capolinea di Coney Island, dove si sta consumando l'ultima parte della sfida: dopo un estenuante scambio di colpi Ash rimane ferito e Arthur perde la vita. Una retata della polizia cattura tutti quelli che stavano assistendo, Eiji compreso. |                   |         |
| 14 | Tenera è la notte 「夜はやさし」 - Yoru wa yasashi | 11 ottobre 2018   |         |
| 14 | Ash viene operato e, durante la convalescenza in ospedale, rischia di venire avvelenato. Yut Lung lascia andare Sing e Eiji in vista del ritorno in patria di Golzine. Per accertarsi del valore del suo QI, Ash viene trasferito all'Istituto nazionale di Salute Mentale e - per mettere a tacere i media - viene diffusa la falsa notizia della sua morte. |                   |         |
| 15 | Il giardino dell'Eden 「エデンの園」 - Eden no sono | 18 ottobre 2018   |         |
| 15 | Eiji scappa da Yut Lung e viene aiutato da Sing, che gli chiede la verità sulla morte di Shorter. L'Istituto Nazionale di Salute Mentale intende usare Ash come cavia per il Banana Fish (B1), ma Golzine si oppone in tempo all'operazione. Ibe e Max vogliono salvare Ash approfittando del giorno di apertura al pubblico, ma lui sta già progettando un modo per fuggire fuori dall'Istituto. |                   |         |
| 16 | Guarda, il povero pavone! 「哀しみの孔雀」 - Kanashimi no kujaku | 25 ottobre 2018   |         |
| 16 | Ash carpisce delle informazioni riservate e fa scattare l'allarme. I visitatori vengono evacuati, ma Ibe e Max riescono a intrufolarsi nella struttura con l'intenzione di salvare Ash. Il ragazzo riesce a scappare con il professor Dawson, ma è costretto a tornare dentro per aiutare Ibe e Max, che si sono fatti trovare. Dino Golzine uccide il nuovo direttore e si riprende l'Istituto. Con un travestimento, i quattro fuggitivi si lasciano alle spalle l'Istituto, ma Ash li lascia nei pressi di Central Park per andare a cercare Eiji. |                   |         |
| 17 | Gli uccisori 「殺し屋」 - Koroshiya | 1º novembre 2018  |         |
| 17 | Ash si ripresenta alla sua gang. Yut Lung chiede aiuto a Golzine per fare fuori tutti i membri della famiglia Lee. Ash si sente osservato da giorni ma non ha idea di chi lo stia pedinando. In realtà si tratta di Blanca, incaricato da Golzine per uccidere il ragazzo. Ash si introduce con l'inganno in casa di Kippard, ma prima di estorcergli le informazioni che voleva, il malcapitato viene ucciso da Blanca. |                   |         |
| 18 | Isole nella corrente 「海流のなかの島々」 - Kairyū no naka no shimajima | 8 novembre 2018   |         |
| 18 | Anche Holstock viene ucciso da Blanca, e Ash capisce che si tratta di lui trovando sul luogo della sparatoria il libro Isole nella corrente, che Blanca gli aveva consigliato in passato. Secondo il contratto con Golzine, l'obiettivo di Blanca è Eiji, che verrà lasciato in vita in cambio di tutte le informazioni che Ash possiede su Banana Fish e del dottor Dawson. Ash rifiuta il consiglio di Blanca di abbandonare Eiji al suo destino e accetta le condizioni: tradisce la fiducia di Max e torna sotto il controllo di Golzine. |                   |         |
| 19 | Il palazzo di ghiaccio 「氷の宮殿」 - Kōri no kyūden | 15 novembre 2018  |         |
| 19 | Ash viene usato da Golzine come impiegato e non più come svago, ma in poche settimane si ammala di anoressia e diventa sempre più debole. Quando Golzine gli dice che lo adotterà, disgustato, inizia invano ad opporre resistenza. Eiji chiede aiuto alla banda di Sing per ritrovare Ash. Sing ottiene delle informazioni da Yut Lung: Golzine terrà un ricevimento per festeggiare lo scagionamento da un'accusa di evasione fiscale, e sarà l'occasione perfetta per far scappare Ash. Yut Lung ricatta Blanca con le informazioni segrete sul suo passato e lo costringe a fargli da guardia del corpo. |                   |         |
| 20 | Gli invitti 「征服されざる人々」 - Seifuku sarezaru hitobito | 22 novembre 2018  |         |
| 20 | Eiji e le gang di Ash e Sing irrompono alla festa di Golzine per liberare Ash. Blanca non interviene, per la rabbia di Yut Lung. Ash viene portato al sicuro nella rete fognaria, ma di lì a poco gli uomini di Yut Lung bloccano tutte le possibilità di fuga dei suoi alleati. Ash riesce a scappare e fa prigioniero Yut Lung, che aveva rifiutato l'aiuto di Golzine. Ci penserà Blanca, catturato Eiji, a convincere Ash di scambiare gli ostaggi. |                   |         |
| 21 | L'invincibile 「敗れざる者」 - Yaburezaru mono | 29 novembre 2018  |         |
| 21 | Yut Lung convince Lao Yuen Tai a ribellarsi contro suo fratello, Sing, per via dell'eccessivo rispetto con cui tratta Ash, l'uccisore di Shorter. Ash aiuta Sing a liberare i suoi compagni, però sospetta che sia stato troppo semplice: teme che uno degli ostaggi sia stato convinto a cambiare bandiera, ma non ha tempo di approfondire. Max chiede aiuto ad Ash per recuperare gli scatti dei bambini abusati da Golzine in passato, tra cui anche Ash. Max però non vuole usare le foto come prova di denuncia ma le brucia di fronte ad Ash per aiutarlo a dimenticare. Golzine si allarma in seguito al furto delle foto e ingaggia dei mercenari francesi, guidati da Edward L. Fox, per sterminare le bande di Ash e Sing, e anche Max, che viene salvato in tempo da Ash. Eiji suggerisce una vincente strategia d'attacco, che però Jessica ritiene troppo faticosa. Fox prende in ostaggio Bones, Kong e Max, e Ash decide di arrendersi. |                   |         |
| 22 | Mentre morivo 「死の床に横たわりて」 - Shi no yuka ni yokotawarite | 6 dicembre 2018   |         |
| 22 | Parecchi componenti della banda di Ash vengono portati all'Istituto di salute mentale e Ash viene fatto prigioniero da Fox, che vuole usarlo per spodestare la posizione di Golzine. Al suo rifiuto di collaborare, Fox lo violenta e poi lo picchia ferocemente. Ash riesce comunque a scappare ricongiungendosi ai suoi compagni. Quando Cain prova a toccarlo, lui si ritrae, con il ricordo della violenza appena subita ancora fresco in testa; soltanto Eiji riesce a calmarlo. Intanto Yut Lung ordina a due subordinati di Sing di sorprendere Ash quando è innocuo, ovvero quando è da solo con Eiji, e di uccidere quest'ultimo. Blanca si oppone e rompe il contratto con Lung per andare a cercarli, ma arriva troppo tardi: Eiji sta insegnando la lingua giapponese ad Ash nel rifugio e si accorge degli attentatori, ma viene gravemente ferito nel tentativo di proteggere Ash. |                   |         |
| 23 | Per chi suona la campana 「誰がために鐘は鳴る」 - Daregatameni kane wa naru | 13 dicembre 2018  |         |
| 23 | Blanca riesce a calmare Ash e cura la sua ferita. Sing chiede un duello con Ash per scusarsi del tradimento dei suoi due compagni e Lao Yuen, stanco della sua ennesima sottomissione, si fa separare dalla famiglia; infine Ash accetta il duello. Blanca vuole stare vicino ad Ash per aiutarlo in questo momento difficile e fa capire a Yut Lung quanto è importante saper amare per essere amati, e con questo scioglie il contratto. Blanca accompagna Ash ad incontrare, forse per l'ultima volta, Eiji in ospedale. È grande la gioia di entrambi nel rivedersi, ma anche breve: all'arrivo di Ibe, Eiji capisce meglio di Ash che deve scappare per rimanere libero. Nei pressi dell'Istituto di salute mentale, la banda di Ash riesce a catturare Golzine per poterlo restituire al dottor Mannerheim in cambio dei compagni prigionieri. L'Istituto però è stato preso in mano da Fox, che coglie addirittura l'occasione per liberarsi dell'ostaggio. |                   |         |
| 24 | Il giovane Holden 「ライ麦畑でつかまえて」 - Rai mugibatake de tsukamaete | 20 dicembre 2018  |         |
| 24 | Ash viene narcotizzato ma riesce a scappare. Blanca e Sing si separano dagli altri, che riusciranno a liberare i prigionieri, per andare ad aiutare Ash. Il dottor Mannerheim cerca di scappare con una valigetta contenente tutte le informazioni su Banana Fish, ma Ash lo prende in ostaggio. Fox uccide il dottore per potersi occupare di Ash, e la lunga colluttazione, dolorosa per entrambi, finisce solo grazie a Golzine che, prima di crollare, rende il suo primo e ultimo favore ad Ash. La valigetta è andata perduta e tutto il rancore che Banana Fish ha provocato è solo un brutto ricordo del passato. Sing convince Yut Lung a dimenticare la sua invidia verso Ash e gli chiede di tornare a capo di Chinatown. Eiji è in partenza per il Giappone ma Ash non è andato ad incontrarlo. Dopo aver salutato Blanca in partenza per i Caraibi, Ash si reca nella sua biblioteca preferita e riceve da Sing una busta da parte di Eiji, contenente un biglietto aereo per Tokyo e una lettera in cui Eiji spiega ciò che pensa di Ash e del loro rapporto. Ash toccato dalle parole di Eiji cambia idea e si precipita verso l'aeroporto per salutare Eiji, ma Yuen Tai approfitta del fatto che Ash abbia abbassato la guardia e lo ferisce per proteggere il futuro di Sing. Ash, ferito a morte, uccide Yuen Tai; tuttavia, non si preoccupa della sua lesione ma recupera la lettera di Eijii caduta a terra e torna in biblioteca, dove può continuare a leggerla. Ash colpito dall'ultima frase di Eijii si commuove e muore in pace. |                   |         |

### Teatro
Sono stati prodotti due adattamenti teatrali dell'opera, il primo, dal nome omonimo, nel 2009, mentre il secondo è uscito a giugno del 2021, esclusivamente al The Galaxy Theater di Tokyo.

## Accoglienza
Nel 2018 il manga ha raggiunto i 12 milioni di copie vendute. Nel sondaggio Manga Sōsenkyo 2021 indetto da TV Asahi, 150 000 persone hanno votato la loro top 100 delle serie manga e Banana Fish si è classificata al 26º posto.